# Hữu Châu
Nguyễn Hữu Châu (sinh ngày 22 tháng 1 năm 1966), thường được biết đến với nghệ danh Hữu Châu, là một nam diễn viên người Việt Nam.

## Tiểu sử
Hữu Châu sinh ngày 22 tháng 1 năm 1966 tại Sài Gòn trong một dòng họ có truyền thống về cải lương. Cha là nghệ sĩ Hữu Thình, mẹ là nữ nghệ sĩ Thanh Lệ, bà nội của anh là Nguyễn Thị Thơ, chủ đoàn hát Thanh Minh, là một trong 5 gánh hát cải lương lớn nhất đất Sài Gòn vào thời điểm đó, bà nổi tiếng một thời qua biệt danh "Bầu của những ông bà bầu gánh hát cải lương", cô ruột là nữ nghệ sĩ Thanh Nga, ngay cả chú của anh cũng là một nghệ sĩ có tên tuổi - Nghệ sĩ ưu tú Bảo Quốc, người em ruột là nghệ sĩ Hữu Lộc.
Tuy vậy nhưng thời gian sau này, cuộc đời Hữu Châu đã chịu nhiều đau thương vì những người thân trong gia đình anh lần lượt ra đi. Năm 1978, cô ruột anh là nữ nghệ sĩ Thanh Nga, nổi tiếng một thời qua các vai diễn trên sân khấu cải lương Sài Gòn thập niên 1970, vợ chồng bà bị kẻ xấu dùng súng sát hại ngay trước cổng nhà riêng sau khi đi biểu diễn về Tiếp đó vào năm 1979 là cái chết của người anh ruột của anh, diễn viên múa Hữu Hải, trong một lần theo đoàn hát Thanh Minh đi lưu diễn ở miền Bắc đã qua đời vì chứng xuất huyết bao tử, an táng tại tỉnh Bắc Thái (nay là tỉnh Thái Nguyên và Bắc Kạn). Bất hạnh đến với anh không chỉ dừng lại đó, vào cuối năm 1980, cha của anh là nghệ sĩ Hữu Thìn đột ngột qua đời do bị kẻ xấu ám hại. Người em ruột của anh là nghệ sĩ Hữu Lộc đã qua đời ngày 17 tháng 5 năm 2010 do tai nạn giao thông. Và gần đây nhất, chú ruột anh là nghệ sĩ cải lương Chí Tiên cũng đã qua đời ngày 19 tháng 6 năm 2016 do bệnh gan. Ngoài những người được nêu trên thì anh còn một người chú ruột là tác giả Đào Chí Tiên đã tự tử lúc 22 tuổi (không rõ năm mất)
Sau thống nhất đất nước năm 1975, cả miền Nam bước vào thời kỳ bao cấp, hàng loạt doanh nghiệp tư nhân trở thành doanh nghiệp nhà nước. Năm 1981, đoàn hát Thanh Minh do bà anh làm chủ phải tập thể hóa theo chủ trương lúc bấy giờ. Đến năm 1988 thì bà qua đời do chứng xuất huyết não. Anh tâm sự: "Sự qua đời sớm của cha tôi nghệ sĩ Hữu Thìn, cô tôi nghệ sĩ Thanh Nga và bà nội tôi bà bầu Thơ là một thiệt thòi lớn cho cuộc đời nghệ sĩ của tôi. Tôi cảm thấy quá bơ vơ khi bước vào nghề hát, cũng may còn có bạn bè, chú bác nghệ sĩ và chú Bảo Quốc thương mến, đó cũng là niềm an ủi để tôi hành nghề sinh sống và kiếm tiền nuôi mẹ và hai em".

## Sự nghiệp
Năm 1985, Hữu Châu tốt nghiệp Trường Nghệ thuật Sân khấu 2, nhưng sân khấu kịch thời điểm đó của Việt Nam vẫn chưa khởi sắc, chuyện kiếm được một vị trí hay vai diễn tốt trong một đơn vị hoạt động nghệ thuật đối với sinh viên mới ra trường như Hữu Châu thật sự là một điều rất khó khăn, anh đã phải quay sang làm nhiều công việc như: bơm xe, đi cắt cây đường phố và cuối cùng là mở một sạp báo nhỏ để kiếm thêm thu nhập, nuôi mẹ và các em nhưng cũng là một biện pháp để anh "chờ thời".
Một thời gian sau, Hữu Châu gia nhập đoàn kịch nói Kim Cương, đây cũng là nơi anh diễn vai đầu tiên trong cuộc đời mình với vai thầy bói trong vở kịch Hoàng tử và con gái lão chăn cừu. Để lại nhiều ấn tượng sau vai diễn đầu tiên đó, Hữu Châu được mời tham gia nhiều vở khác như: Lá sầu riêng, Nhơn danh công lý và vở Người tình trễ xe.
Vào khoảng thời gian thập niên 1990, sân khấu hài miền Nam bắt đầu phát triển mạnh, Hữu Châu cũng nung nấu ý định thử sức với thể loại nghệ thuật này. Năm 1988, anh gia nhập nhóm hài lấy nghệ danh của chú anh - nghệ sĩ Bảo Quốc, cùng tham gia nhóm hài này gồm có: Bảo Quốc, Kim Xuân, Chí Hiếu, Hồng Loan và Hữu Châu. Trong lĩnh vực hài kịch, Hữu Châu bộc lộ khả năng diễn hài tốt với nét diễn tự nhiên, rặt chất Nam bộ, và thường để lại ấn tượng đối với người xem. Theo nhóm hài này được hơn một năm anh tách khỏi nhóm và đầu quân "Câu lạc bộ Sân khấu Nhỏ".
Cuối năm 1990, Hữu Châu và Hữu Nghĩa thành lập nhóm hài mang tên hai người, ngoài ra còn có sự cộng tác của một số nghệ sĩ khác. Đến năm 1991, Hữu Châu tách riêng ra, lập nhóm tấu hài mang tên anh, diễn viên gồm có Hữu Châu, Tấn Thi, Trung Dân, Trinh Trinh. Năm 1994, Hữu Châu và nghệ sĩ Minh Nhí thành lập nhóm hài chỉ hai người diễn và lấy tên là "Ban Song tấu hài". Thời gian này, sân khấu kịch Thành phố bắt đầu nổi lên một nghệ sĩ hài Hữu Châu thành công với các vai diễn ấn tượng, là một trong những nghệ sĩ hài đắt show nhất thời điểm bấy giờ, một số vở diễn tiêu biểu của anh như: Thầy đồ, Ai lấy, Hội ngộ, Người giàu cũng khóc, Ba giai tứ xuất, Nồi cháo gà và Sống giả chết giả.
Nổi tiếng với hài kịch nhưng Hữu Châu vẫn mặn mà hơn với thể loại chính kịch, anh từng tâm sự: "...Dù đi tấu hài kiếm được đủ tiền nuôi mẹ nuôi em, chớ tôi vẫn mong được hát trong một vai đàng hoàng...". Những vai diễn mà anh tâm đắc nhất đều là những vai chính kịch và đặc biệt là Hữu Châu rất có duyên với các vai ông lão, anh có một gia tài đồ sộ về các nhân vật này với hơn 100 vai già và 10 vai nữ, một số vở tiêu biểu trong số đó như: vai đạo sĩ trong vở "Đời luận anh hùng" của soạn giả Lê Chí Trung, với vở diễn này, anh đã đoạt Huy chương vàng Hội diễn toàn quốc năm 1990, đây cũng là một trong những vai diễn đầu tiên làm nên tên tuổi của Hữu Châu, vai ông Cả trong vở Cái tráp vàng (Mai Vàng năm 2000), kế đó là vai chàng công tử đào hoa nhưng bạc mệnh Ferdinand trong vở Âm mưu và tình yêu, đây là một nhân vật hết lòng với người yêu nhưng lại mù quáng rơi vào cạm bẫy để rồi mang lại cho chính người mình yêu một cái chết đầy bi thảm, vai chính Nguyễn Trãi trong vở Bí mật vườn Lệ Chi, đây là vai diễn mà anh đầu tư công sức nhiều nhất, đến nỗi khi vở diễn đang đến hồi cao trào, Hữu Châu đột ngột ngã quỵ vì quá đuối sức sau thời gian tập luyện căng thẳng (nhưng ngay sau đó anh đã trở lại sân khấu và tiếp tục diễn), đây cũng là vở diễn mà anh giành được giải "Nam nghệ sĩ kịch nói được yêu thích nhất" tại giải Mai Vàng năm 2007. Ngoài ra còn phải kể đến các vai như ông Vạn Tuế trong vở Lò heo quay và vai ông Minh trong vở kịch Anh sui chị sui.
Ngoài lĩnh vực sân khấu hài - kịch, Hữu Châu còn tham gia vào một số bộ phim điện ảnh và truyền hình như: vai ông Bảy trong phim Đam mê, vai ông Bình trong phim Cuộc chiến hoa hồng của đạo diễn Đinh Đức Liêm, vai Hoàng trong phim Cái bóng bên chồng, vai thầy thể dục trong phim hài Giải cứu thần chết. Bên cạnh đó, Hữu Châu cũng thử sức với vai trò là một đạo diễn sân khấu, anh đã dàn dựng thành công một số vở diễn như: Quan huyện về làng.
Do những đóng góp và thành tựu của mình trong nghệ thuật, Hữu Châu được Nhà nước Việt Nam trao tặng danh hiệu Nghệ sĩ ưu tú năm 2012.

## Danh sách tham gia

### Cải lương
Tiếng trống Mê Linh (vai Tô Định) (2023)

### Kịch
- 12 bà mụ: vai quan khâm sai (2002)
- Ai lấy
- Âm mưu và Tình yêu: vai Ferdinand (những năm 1980, năm 2000 vai tể tướng Walter)
- Ba giai tứ xuất
- Bí mật vườn Lệ Chi: vai Nguyễn Trãi (2000)
- Cái tráp vàng: vai ông Cả Khiết (2000)
- Cậu Đồng: vai ông Phán (1998)
- Cô chủ quán xinh đẹp: vai ông Đang (2002)
- Cưới vợ cho ai: vai ông Sáu (2013)
- Dạ cổ hoài lang: vai ông Năm
- Đừng nói lời vĩnh biệt: vai Bình
- Đời luận anh hùng: vai lão ẩn sĩ (1990)
- Đứa con tiền kiếp: vai Tèo (1994)
- Lôi Vũ: vai Lỗ Quý (1986)
- Hoàng tử và con gái lão chăn cừu: vai thầy bói (1986)
- Hội ngộ
- Lá sầu riêng
- Lò heo quay: vai ông Vạn Tuế
- Nhơn danh công lý
- Người tình trễ xe
- Người giàu cũng khóc
- Nồi cháo gà
- Othello: vai Othello (1985)
- Ông sui bà sui: vai ông Minh
- Sống giả chết giả
- Thầy đồ
- Tiếng vạc sành: vai cậu út Hòa (2003)
- Tin ở hoa hồng: vai Toản (2003)
- Tình gần: vai ông Năm (1998)
- Táo xuân 2022 (THVL): vai Ngọc Hoàng (2022)
- Trùm lừa: vai Bạch Hồ (2002)
- Lẩu trăn: vai ông Hai Cò
- Ngũ quý kỳ phùng: vai đại ca tướng cướp Hiền Thục
- Và nhiều vở kịch khác

### Kịch Idecaf (Ngày xửa ngày xưa)
- 2000: Tấm Cám: vai Dì ghẻ
- 2002: Dế mèn phiêu lưu ký: vai kiến nhóc
- 2002: Hoàng tử Sọ Dừa: vai công tử Nhâm
- 2003: Cô bé Lọ Lem: vai Mèo vàng
- 2003: Người đẹp và quái vật: vai anh Tom
- 2004: Công chúa Chích Chòe: vai chó sói Mỹ Lệ Tuyền
- 2005: Aladdin và đủ thứ thần: vai phù thủy A-la-chiên
- 2005: Huyền thoại Nữ thần Lee Kim Chi: vai Chúa quỷ Kim Nam Châm
- 2006: Nàng Bạch Tuyết lạc 7 chú lùn: vai Gương Thần
- 2006: Natra đại náo Thủy cung: vai Thái tử Ngao Bính
- 2007: Sơn Tinh Thủy Tinh: vai Dã Tràng
- 2007: Hoàng tử Ai Cập: vai Bò cạp Diêm Dúa
- 2007: Cô bé tí hon lạc vào xứ sở thần tiên: vai Phù thủy Hạnh
- 2008: Chuyện thần tiên xứ Phù Tang: vai Nữ thần Bóng Đêm
- 2008: Phù Đổng Thiên Vương - Lá cờ thêu sáu chữ vàng: vai sứ thần nước láng giềng
- 2009: Chàng Lang Thang và nàng Tùy Tiện: vai thần Lung Linh/nữ khách Trung Quốc
- 2009: Phù thủy lắm chiêu: vai quái nhân Nu Nơ Nọc
- 2009: Tề Thiên Đại Thánh đại chiến Hồng Hài Nhi: vai Hồng Hung Hăng
- 2010: Cậu bé Khoai Lang Tây và 3 bà tiên: vai bà tiên Vanila/bé Hoa Hồng
- 2010: Võ công tiểu quái: vai công tử Bột
- 2011: An-ly và thần băng giá: vai thần Ru Ngủ
- 2011: Tề Thiên Đại Thánh đại náo thiên cung: vai Tây Vương Mẫu
- 2011: Những đứa con của rồng: vai Nhũ mẫu Bạch Tuộc
- 2012: Chúa tể muôn loài: vai Đà điểu mẹ
- 2013: Hoàng tử xấu xí và cô gái Tóc Vàng: vai Quỷ chúa
- 2014: Cuộc chiến của ông kẹ và các bà mẹ: thần Hy Vọng
- 2015: Nàng công chúa đi lạc: thần Giao/Công nương Mũm
- 2016: Bảo tàng quái vật: phù thủy Da Tái
- 2017: Hoàng tử-công chúa và 9 vị Thần bị bắt: vai Thổ địa
- 2018: Alibaba với đầy đủ 40 tên cướp với lại cây đèn thần của Aladdin nữa đó: Abu Khaxan
- 2018: Cuộc chiến phiêu lưu của cậu bé hạnh phúc: vai Cào Cào
- 2019: Truy tìm thủy long kiếm: Ma Le - Lê Lộn
- 2022: Cuộc phiêu lưu của thuyền trưởng Sinbad-Đại chiến nàng Tiên Cá: Tiên cá Bà Ngoại Mê Mê
- 2023: Nàng công chúa và chiếc áo tầm gai: vai Pháp sư Ba Mắt
- Và nhiều vở kịch khác

### Phim
| Năm  | Phim                                     | Kênh / Định dạng | Ghi chú    |
| ---- | ---------------------------------------- | ---------------- | ---------- |
| 1998 | Cổ tích Việt Nam: Bụng làm dạ chịu       | HTV7             |            |
| 2005 | Áo gió bụi hồng                          | Điện ảnh         |            |
| 2006 | Cái bóng bên chồng                       | HTV7             |            |
| 2008 | Đam mê                                   | HTV9             |            |
| 2008 | Cuộc chiến hoa hồng                      | HTV9             |            |
| 2008 | Cô gái xấu xí                            | VTV3             |            |
| 2009 | Giải cứu thần chết                       | Điện Ảnh         |            |
| 2009 | Vua sân cỏ                               | HTV9             |            |
| 2010 | Thẩm mỹ viện                             | HTV9             |            |
| 2011 | Tết ơi! Xuân à!                          | HTV2             |            |
| 2011 | Hoa vàng nơi ấy                          | HTV9             |            |
| 2011 | Hoa hồng không dành cho em               | VTV9             |            |
| 2012 | Kẻ dối trá chân tình                     | VTV9             |            |
| 2012 | Bếp của mẹ                               | K+1              |            |
| 2012 | Sự trỗi dậy của các Vệ thần              | Điện Ảnh         | lồng tiếng |
| 2012 | Cá Rô, em yêu anh!                       | HTV3             |            |
| 2013 | Túm cổ đại gia                           | HTV9             |            |
| 2014 | Cuộc chiến quý ông                       | VTV9             |            |
| 2014 | Hạnh phúc của người khác                 | TodayTV          |            |
| 2015 | Hotel Transylvania 2                     | Điện Ảnh         | lồng tiếng |
| 2015 | Vòng vây hoa hồng                        | HTV7             |            |
| 2015 | Mắt lụa                                  | VTV9             |            |
| 2015 | Ba ơi, mẹ có về không?                   | SCTV14           |            |
| 2015 | Chiếc vòng ngọc huyết                    | VTV9             |            |
| 2015 | Tổ ấm gió lùa                            | SCTV14           |            |
| 2015 | Kẻ thù giấu mặt                          | THVL1            |            |
| 2015 | Nữ cảnh sát tập sự                       | VTV3             |            |
| 2016 | Tấm Cám: Chuyện chưa kể                  | Điện Ảnh         |            |
| 2016 | 4 năm, 2 chàng, 1 tình yêu               | Điện Ảnh         |            |
| 2016 | Dã tâm thiên thần                        | HTV9             |            |
| 2017 | Lô tô                                    | Điện Ảnh         |            |
| 2017 | Nhóc trùm                                | Điện Ảnh         | lồng tiếng |
| 2017 | Mặt nạ tình yêu                          | THVL1            |            |
| 2017 | Sắc đẹp ngàn cân                         | Điện Ảnh         |            |
| 2017 | Tao không xa mày                         | Điện Ảnh         |            |
| 2017 | Những nàng bầu hành động                 | THVL1            |            |
| 2017 | Chuyện gì đang xảy ra?                   | HTV7             |            |
| 2018 | Cali mùa hoa vàng                        | THVL1            |            |
| 2018 | Yêu em bất chấp                          | Điện Ảnh         |            |
| 2018 | Ai chết giơ tay                          | Web Drama        |            |
| 2018 | Vợ chúa chồng tôi                        | HTV7             |            |
| 2018 | Hậu duệ mặt trời                         | VTC3             |            |
| 2019 | Nhạc phụ lắm chiêu                       | VTV9             |            |
| 2019 | Cua lại vợ bầu                           | Điện Ảnh         |            |
| 2019 | Chị trợ lý của anh                       | Điện Ảnh         |            |
| 2019 | Ngốc ơi tuổi 17                          | Điện Ảnh         |            |
| 2019 | Dặm đường công lý                        | HTV9             |            |
| 2020 | Đôi mắt âm dương                         | Điện Ảnh         |            |
| 2020 | Vua bánh mì                              | THVL1            |            |
| 2020 | Trói buộc yêu thương                     | VTV3             |            |
| 2020 | Giọt máu vô hình                         | SCTV14           |            |
| 2020 | Cuộc sống nhiệm màu                      | Điện Ảnh         | lồng tiếng |
| 2021 | Cậu Vàng                                 | Điện Ảnh         |            |
| 2021 | Khách sạn huyền bí: Ma cà rồng biến hình | Điện Ảnh         | lồng tiếng |
| 2021 | Rừng thế mạng                            | Điện Ảnh         |            |
| 2021 | Món nợ thanh xuân                        | VTV3             |            |
| 2022 | Thấy Mai là tết                          | SCTV6            |            |
| 2022 | Tiệm sà bì chưởn                         | SCTV6            |            |
| 2022 | Giấc mơ của mẹ                           | HTV2             |            |
| 2022 | Vợ quan                                  | SCTV14           |            |
| 2022 | Gia đình hoàn mỹ                         | VTV9             |            |
| 2022 | Oan gia đại chiến                        | HTV7             |            |
| 2023 | Phim anh em Super Mario                  | Điện ảnh         | lồng tiếng |
| 2023 | Nàng tiên cá                             | Điện ảnh         | lồng tiếng |
| 2024 | Sáng đèn                                 | Điện ảnh         | Phim Tết   |
| 2024 | Gặp lại chị bầu                          | Điện ảnh         | cameo      |
| 2024 | Cái giá của hạnh phúc                    | Điện ảnh         |            |
| 2024 | Công tử Bạc Liêu                         |                  |            |
| 2024 | Học đường nổi loạn                       | Chiếu mạng       |            |
| 2025 | Lật mặt 8: Vòng tay nắng                 | Điện ảnh         |            |
| 2025 | Mặt Trời lạnh                            | Bà Kiều Diễm     |            |

### MV
| Năm  | MV                 | Ca sĩ                            | Sáng tác       | Ghi chú |
| ---- | ------------------ | -------------------------------- | -------------- | ------- |
| 2000 | Vì bé ngoan        | Nguyễn Đỗ Anh Tuấn (nhóm Ve Sầu) | Trịnh Công Sơn |         |
| 2023 | Tết nay con hứa về | Đan Trường                       | Hoài Tâm       |         |

### Đạo diễn sân khấu
| Năm  | Tên vở kịch         | Sân khấu     | Tác giả              | Ghi chú |
| ---- | ------------------- | ------------ | -------------------- | ------- |
| 2010 | Vùng đất cấm        | Idecaf       | Mỹ Dung              |         |
| 2011 | Tình yêu chạy trốn  | Idecaf       | Mỹ Dung              |         |
| 2011 | Quyền lực tình yêu  | Idecaf       | Nguyễn Quang Vinh    |         |
| 2012 | Lẩu trăn            | Idecaf       | Trần Đăng Nhân       |         |
| 2013 | Miêu nữ hí miêu gia | Idecaf       | Trần Đăng Nhân       |         |
| 2023 | Ngày hội cái bang   | Thế Giới Trẻ | Trần Đăng Nhân       |         |
| 2023 | Duyên thệ           | Thiên Đăng   | Nguyễn Thị Minh Ngọc |         |

## Giải thưởng
| Năm  | Giải thưởng        | Hạng mục                                   | Tác phẩm đề cử         | Kết quả   |
| ---- | ------------------ | ------------------------------------------ | ---------------------- | --------- |
| 2000 | Giải Mai Vàng      | Nam nghệ sĩ kịch nói                       | Cái tráp vàng          | Đoạt giải |
| 2007 | Giải Mai Vàng      | Nam nghệ sĩ kịch nói                       | Bí mật vườn Lệ Chi     | Đoạt giải |
| 2011 | Giải Mai Vàng      | Vở diễn sân khấu                           | Quyền lực của tình yêu | Đoạt giải |
| 2012 | Giải Cù Nèo Vàng   | Đạo diễn xuất sắc                          | Lẩu trăn               | Đoạt giải |
| 2017 | Giải Ngôi Sao Xanh | Nam diễn viên điện ảnh được yêu thích nhất | Lô tô                  | Đoạt giải |
| 2017 | Men Of The Year    | Biểu tượng của năm 2017                    |                        | Đoạt giải |
| 2022 | Giải Mai Vàng      | Diễn viên hài                              | Cậu Đồng               | Đề cử     |